# Открытое письмо любителям

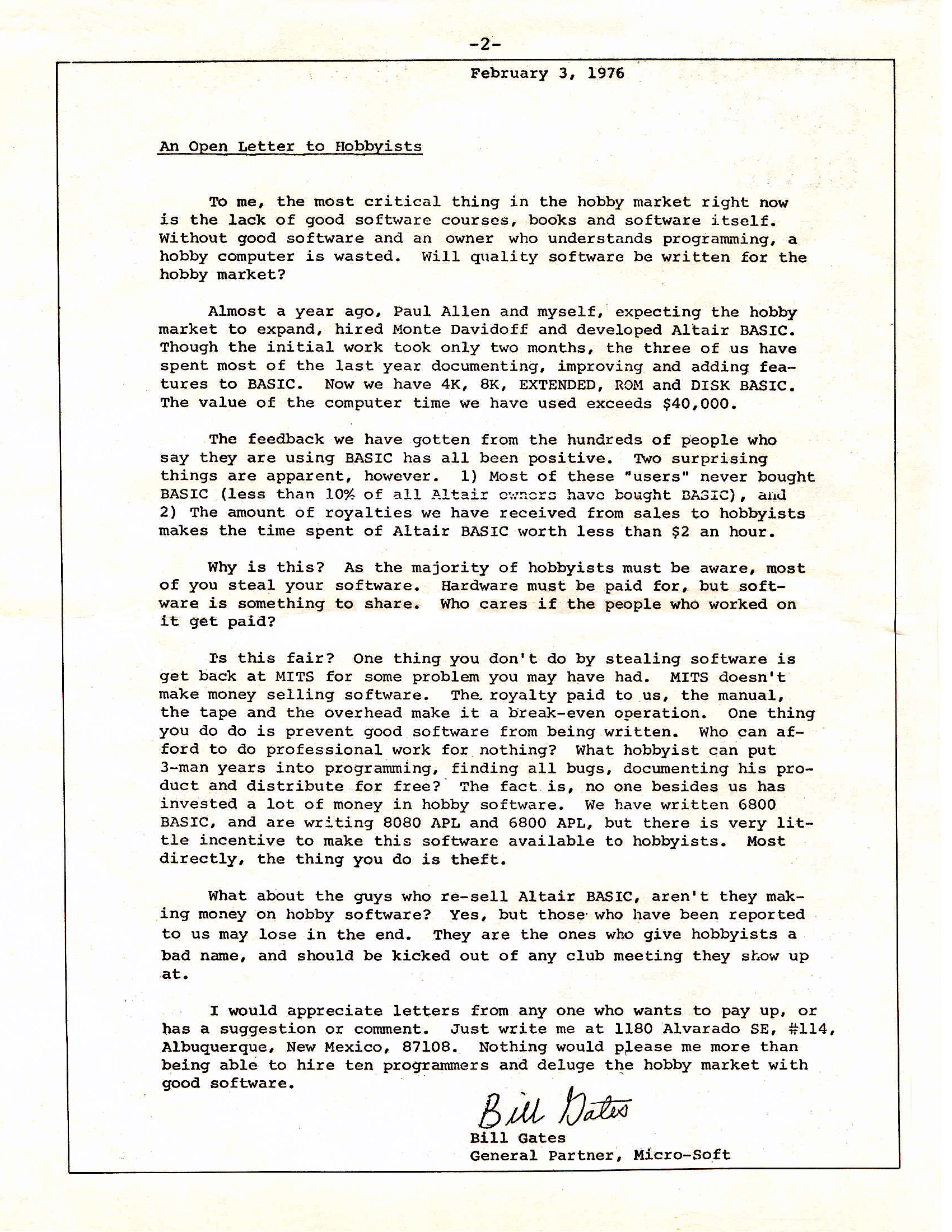
Открытое письмо Билла Гейтса для любителей в рассылке Homebrew Computer Club, январь 1976

Открытое письмо любителям (англ. Open Letter to Hobbyists) — открытое письмо 1976 года, написанное Биллом Гейтсом, соучредителем Microsoft, на заре эры персональных компьютеров. В этом письме Гейтс выражает разочарование в связи с тем, что большинство компьютерных энтузиастов, использовавших Altair BASIC, разработанный Microsoft, не заплатило за этот продукт. Он утверждал, что такое повсеместное несанкционированное копирование в действительности отпугивает разработчиков от вложения времени и денег в создание качественного программного обеспечения. Гейтс сослался на несправедливость бесплатного получения преимуществ программного обеспечения, времени, усилий и капитала создателей.

## Altair BASIC
В декабре 1974 года Билл Гейтс был студентом в Гарвардском университете, а Пол Аллен работал на компанию Honeywell в Бостоне. В 1975 году они увидели компьютер Альтаир 8800 в январском выпуске журнала Popular Electronics. Они уже писали программы на языке Бейсик во время своего обучения в школе Лейксайд в Сиэтле и поняли, что Альтаир был достаточно мощным компьютером, чтобы поддерживать интерпретатор BASIC. Они хотели быть первыми, кто предложит BASIC для Альтаира, средства разработки программного обеспечения они ранее создали для своих процессоров Intel 8008.
К началу марта Пол Аллен, Билл Гейтс и Монте Давидофф, ещё один студент Гарварда, создали интерпретатор BASIC, который работал под симуляцией на гарвардском суперкомпьютере PDP-10. Аллен и Гейтс имели контакт с Эдом Робертсом из MITS, и в марте 1975 года Аллен отправился в Альбукерке, Нью-Мексико, чтобы проверить написанный интерпретатор на Altair 8800. К удивлению Пола Аллена и Эда Робертса, программное обеспечение работало на новом компьютере.
MITS согласилась приобрести лицензию на программное обеспечение Аллена и Гейтса. Пол Аллен оставил работу в Honeywell и стал вице-президентом и директором MITS с зарплатой 30 000 долларов в год. Билл Гейтс на тот момент ещё учился в Гарварде и стал просто сотрудничать с MITS. В октябре 1975 года в информационном бюллетене компании его должность обозначена как «специалист программного обеспечения». 22 июля 1975 года MITS подписала контракты с Алленом и Гейтсом. Они получили 3000 долларов при подписании контрактов и роялти за каждую проданную копию их продукта (30 долларов — за 4К-версию, 35 долларов — за 8K-версию и 60 долларов — за расширенную версию). Договор имел предел в 180 000 долларов и MITS получила эксклюзивную всемирную лицензию на программу на 10 лет. MITS также будет поставлять компьютерное время, необходимое для развития на PDP-10, принадлежащего школьному округу Альбукерке.
В апрельском выпуске Computer Notes 1975 года заголовком статьи стал «Altair Basic — Up and Running». Продажи Altair 8800 стали приносить компании чистую прибыль. В дополнение к компьютеру MITS продавали платы дополнительной памяти, платы ввода/вывода и другие компоненты. При покупке двух дополнительных 4K-карт памяти 8K BASIC стоил всего 75 долларов, тогда как начальная цена на отдельный продукт BASIC составляла 500 долларов.
MITS купила минивэн и загрузила его с полной номенклатурой своих товаров. В «MITS-Мобайл» команда гастролировала по США, давала семинары с участием компьютера Altair 8800 и Altair BASIC.
Homebrew Computer Club был одним из первых компьютерных любительских клубов в Пало-Альто, Калифорния. На первом заседании клуба в марте 1975 года Стив Домпиер описал свое посещение завода MITS в Альбукерке, где он попытался забрать свой заказ. Он ушёл с компьютером начального уровня, укомплектованным только 256 байтами памяти. 16 апреля 1975 на заседание клуба Домпиер запустил небольшую программу, которая играла песню «Fool on the Hill» на соседнем AM-радио. В июле 1975 года в Computer Notes Билл Гейтс описал её как «лучшую демо-программу, которую я видел для Altair». Но Гейтс не мог понять, как компьютер может транслировать радио (это было реализовано посредством радиочастотных помех, контролируемых циклами синхронизации в программе).

## «Воры» и «паразиты»
В июне 1975 года Homebrew Computer Club Newsletter написал:

MITS MOBILE приехали в отель Rickey’s Hyatt House в Пало-Альто 5 и 6 июня. Номер был переполнен (>150) любителями и экспериментаторами, жаждущими узнать о новых электронных игрушках.

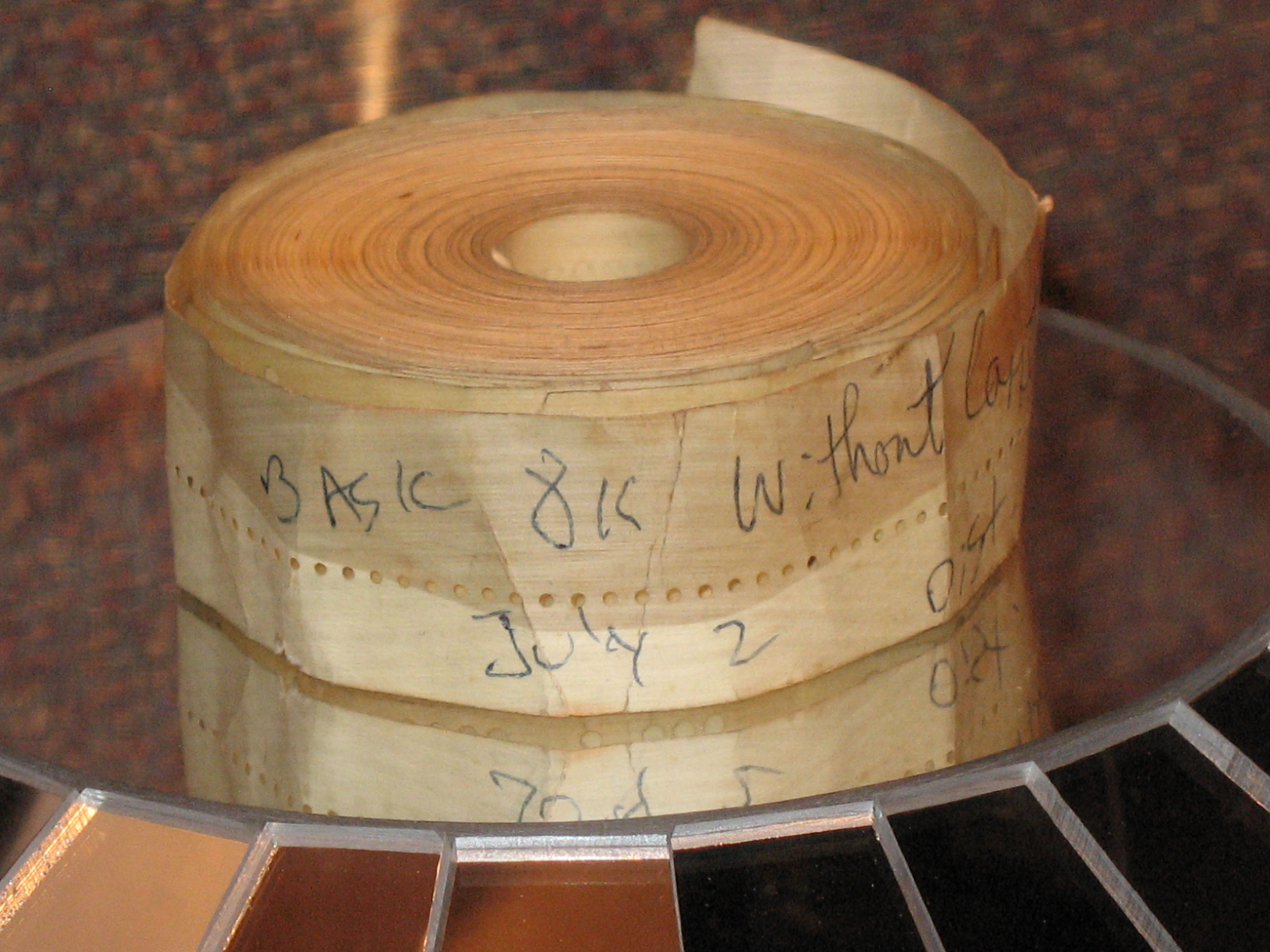
Altair 8K BASIC на бумажной ленте. Это был популярный носитель до появления недорогих дискет

На семинаре бумажная лента, содержавшая предрелизную версию Altair BASIC, исчезла. Лента попала к Стиву Домпиеру, передавшему её Дэну Соколу, который имел доступ к высокоскоростному ленточному перфоратору. На следующей встрече Homebrew Computer Club была принесена картонная коробка с 50 копиями Altair BASIC на перфорированной бумажной ленте.
Стоимость полной системы Altair с двумя платами 4 КБ динамического ОЗУ от MITS, платой последовательного интерфейса и Altair BASIC составляла 995 долларов. Однако стоящие 264 долларов платы ОЗУ были ненадёжны из-за нескольких компонентов и проблем конструкции. Роберт Марш, предприимчивый член Homebrew Computer Club, разработал плату 4 КБ статической памяти, совместимую с Altair 8800 и продавал её за 255 долларов. Он стал соучредителем своей компании Processor Technology, поставщиком одной из самых успешных плат, совместимых с Altair 8800. Многие владельцы компьютеров Altair 8800 не стали приобретать платы расширения у MITS, предпочтя платы памяти от стороннего поставщика с использованием пиратской копии Altair BASIC.
Эд Робертс признал проблемы 4 КБ динамического ОЗУ в октябрьском номере Computer Notes. Цена была снижена с 264 до 195 долларов, при этом постоянные покупатели получили скидку 50 долларов. Полная цена отдельно продававшегося 8K Altair BASIC была снижена до 200 долларов. Робертс отклонил запрос пользователей предоставлять BASIC бесплатно. Он отметил, что MITS имеет обязательства перед Microsoft в размере 180 000 долларов. Робертс также написал: «все, кто использует украденную копию BASIC MITS, должны отождествлять себя с ворами». Поставщики аппаратного обеспечения от сторонних производителей обратили внимание на другой комментарий: «В последнее время появился ряд паразитарных компаний»
Плате статического ОЗУ от Processor Technology требовалось больше тока, нежели плате ОЗУ от MITS. Говард Фаллмел начал продавать улучшенные блоки питания и назвал свою компанию Parasitic Engineering. Позже Фаллмер помог создать промышленный стандарт для универсальной интерфейсной шины, получившей название S-100 и разработанной специально для Altair 8800.
Следующий 1976 год принёс много клонов Altair 8800, таких как IMSAI 8080 и Sol 20, выпущенный Processor Technology.

## Открытое письмо
К концу 1975 года MITS планировала выпуск новой серии компьютеров MITS 680B на базе процессора Motorola 6800 и с 8-дюймовым флоппи-дисководом. Чтобы обеспечить работу BASIC на новой платформе, Аллен и Гейтс наняли своего школьного друга, Рика Вейланда, для портирования интерпретатора на архитектуру Motorola 6800. Для подобных проектов требовалось больше средств, однако роялти, поступавшие от продаж лицензионных копий BASIC, их не покрывали: к этому времени MITS продавала тысячу компьютеров в месяц, но BASIC продавался не больше чем на несколько сотен из них. Молодая компания столкнулась со случаями компьютерного пиратства. Раздосадованный Гейтс в 1976 году пишет открытое письмо сообществу любителей, в котором выражает разочарование уровнем распространения нелицензионных копий среди пользователей и пытается объяснить стоимость разработки программного обеспечения.
Редактор Computer Notes Дэвид Баннел с пониманием отнёсся к позиции Гейтса. Ещё в сентябрьском выпуске 1975 года он писал, что «клиенты нелегально копируют программное обеспечение MITS»:

Теперь я вас спрашиваю: должен ли музыкант иметь право собирать гонорар от продажи своих записей или имеет ли писатель право собирать гонорар от продажи своих книг? Отличаются ли люди, копирующие программы, от тех, кто копирует музыку и книги?

Письмо Гейтса переформулировало мысли Баннелла, изложенные в сентябрьском номере журнала, и то, что Робертс написал в октябре, однако тон письма выдержан так, будто любители воруют ПО напрямую у него, а не у MITS.

Почему это так? Как должно быть известно большинству любителей, подавляющая часть из вас крадёт программы. За комплектующие необходимо платить, но программами можно и поделиться. Кого волнует, заплатят ли тем, кто работал над ними?

Одним из главных адресатов письма был Homebrew Computer Club, его копия была направлена в клуб. Письмо также напечатал Computer Notes. Чтобы письмо не осталось незамеченным, Дэйв Баннелл разослал его через специальную почтовую доставку во все крупные компьютерные издания США.
В письме Гейтс упоминает, что они работают над реализацией языка APL для микропроцессоров 8080 и 6800. Программирование на языке APL было популярно в среде компьютерщиков в 1970-е годы. Язык использует набор символов на основе греческого алфавита, который требует специальный терминал. У большинства любителей клавиатуры не имели специальных греческих символов, необходимых для работы с APL. Гейтс был очарован APL, но Аллен сомневался, что они могли бы продавать такой продукт. Интерес к APL постепенно угас и программа так и не была создана.

## Реакция

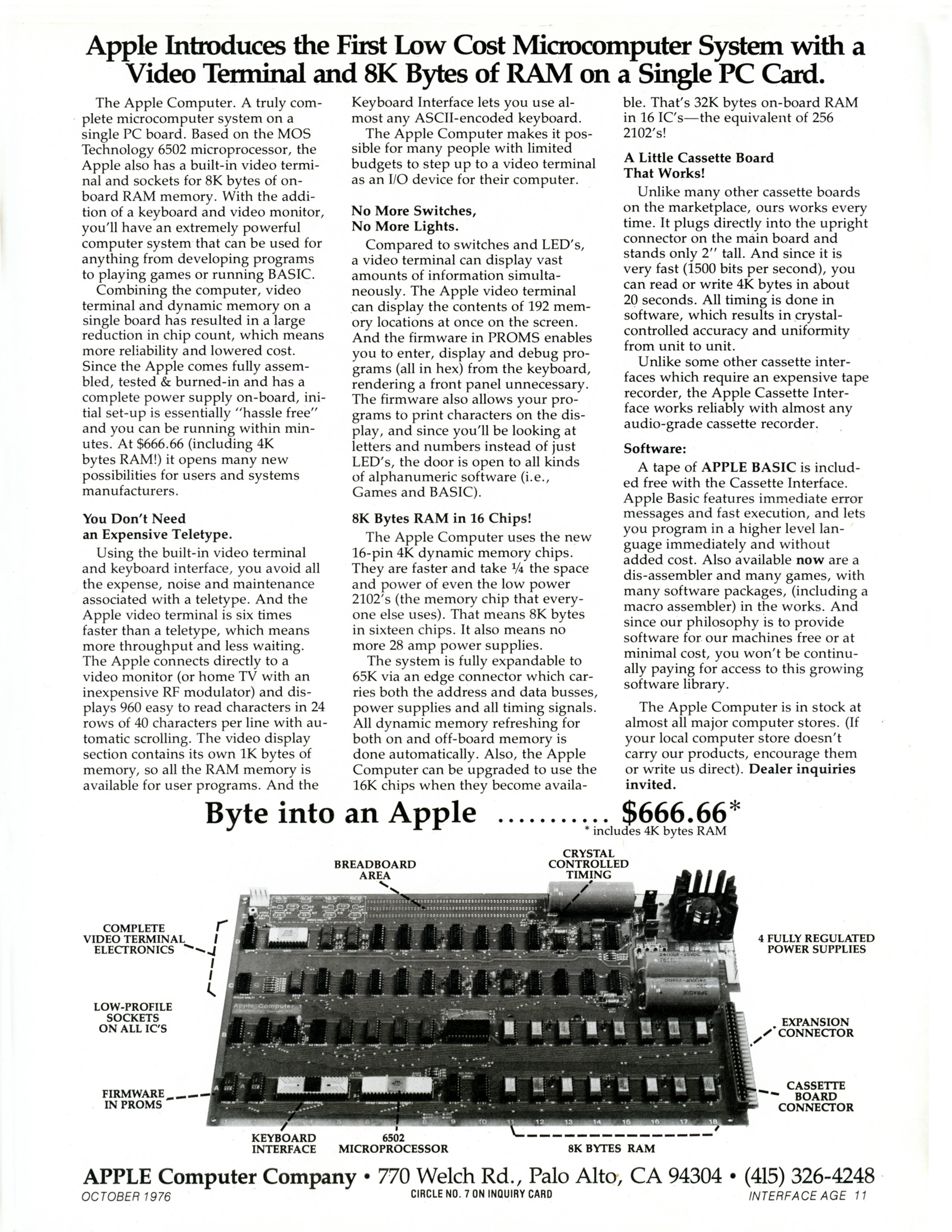
Рекламный листок компьютера Apple I. Политика Apple в то время заключалась в предоставлении бесплатных или недорогих программ для своих компьютеров

Письмо было замечено и получило большой отклик. Многие считали, что программное обеспечение должно идти в комплекте с компьютером, а текущий метод распространения софта был проблемой Гейтса. Другие подвергли сомнению стоимость разработки программного обеспечения.
Microsoft уже решили вопрос с гонораром: MITS обязывалась выплатить 31 200 долларов по лицензионному договору за 6800 BASIC. На будущие продажи BASIC для Commodore PET, Apple II, TRS-80 и других также были заключены контракты с фиксированными вознаграждениями.
В начале 1976 года, рекламируя свой первый компьютер, компания Apple, явно намекая на письмо Гейтса, заявила: «наша философия заключается в обеспечении наших машин бесплатным софтом или с минимальной стоимостью» и «да, люди, Apple BASIC бесплатен».
Разработка ПО Microsoft проводилась на мейнфрейме DEC PDP-10. Пол Аллен разработал программу, которая могла полностью имитировать новую микропроцессорную систему. Это позволило им написать и отладить программное обеспечение до завершения создания нового компьютера. 6800 BASIC был готов до того, как работа над Altair 680 была завершена. Это были 40 000 долларов, потраченные на аренду компьютерного времени, упомянутые в письме. В 2008 году член клуба инженер Ли Фелсенштейн вспоминал, что у многих эта сумма вызвала сомнения. По его словам, скорее всего, Microsoft не платила таких денег за аренду времени; скорее всего, Аллен и Гейтс воспользовались чьим-то уже оплаченным временем, например компании Honeywell, на которую работал Пол Аллен.
Хэл Сингер опубликовал открытое письмо к Эду Робертсу в Micro-8 Newsletter. Хэл указал на то, что MITS обещали компьютер за 395 долларов, но цена за работающую систему составила 1000. Он предложил подать коллективный иск на компанию или расследовать этот случай Федеральной комиссии по торговле в связи с недостоверной рекламой. Хэл также упомянул, что ходили слухи, будто Билл Гейтс разработал BASIC для компьютера Гарвардского университета, финансируемый правительством США. Он задал вопрос: почему клиенты должны платить за программное обеспечение, уже оплаченное налогоплательщиками?
Билл Гейтс, Пол Аллен и Монте Давидофф использовали PDP-10 в вычислительном центре Гарвардского университета Эйкен. Компьютерная система финансировалась Министерством обороны США через агентство по перспективным оборонным научно-исследовательским разработкам США. Должностные лица Гарварда не были рады тому, что Гейтс и Аллен (который не был студентом университета) использовали PDP-10 для создания коммерческого продукта, но известно, что этот военный компьютер не охватывался политикой Гарварда; PDP-10 контролировался профессором Томасом Четамом, который полагал, что студенты могут использовать машину в личных целях. Гарвардский университет в итоге наложил ограничения на доступ к компьютеру, а Гейтс и Аллен были вынуждены использовать другой компьютер, находящийся в Бостоне, для доработки программного обеспечения.

## Журналы, опубликовавшие письмо
- Gates, Bill (January 1976). «An Open Letter To Hobbyists». Homebrew Computer Club Newsletter (Mountain View, CA: Homebrew Computer Club) 2 (1): 2.
- Gates, Bill (February 10, 1976). «An Open Letter To Hobbyists». Micro-8 Computer User Group Newsletter (Lompoc, CA: Cabrillo Computer Center) 2 (2): 1.
- Gates, Bill (February 1976). «An Open Letter To Hobbyists». Computer Notes (Albuquerque, NM: MITS) 1 (9): 3. Archived from the original on March 23, 2012.
- Gates, Bill (March 11, 1976). «An Open Letter to Hobbyists». Minicomputer News (Boston MA: Benwill Publishing).
- Gates, Bill (March-April 1976). «An Open Letter To Hobbyists». People’s Computer Company (Menlo Park, CA: People’s Computer Company) 4 (5).
- Gates, Bill (May 1976). «Computer Hobbyists». Radio-Electronics. Vol. 47 no. 5 (New York NY: Gernsback Publications). pp. 14, 16.

Были также опубликованы несколько ответов на письмо, в том числе один от самого Билла Гейтса.
- Hayes, Mike (February 1976). «Regarding Your Letter of February 3». Homebrew Computer Club Newsletter (Mountain View, CA: Homebrew Computer Club) 2 (2): 2. Retrieved November 25, 2007.
- Singer, Harold L. (March 28, 1976). «An Open Letter to Ed Roberts». Micro-8 Computer User Group Newsletter (Lompoc, CA: Cabrillo Computer Center) 2 (4): 1.
- Gates, Bill (April 1976). «A Second and Final Letter». Computer Notes (Albuquerque, NM: MITS) 1 (11): 5. Archived from the original on March 23, 2012.
- Childs, Art (May 1976). «Interfacial». SCCS Interface (Los Angeles: Southern California Computer Society) 1 (6): 2, 4. Editor Art Childs writes about the letter he received from the «author of Altair Basic» and the resulting controversy on propriety software.
- Wada, Robert (July 1976). «An Opinion on Software Marketing». BYTE. Vol. 1 no. 11 (Peterborough, NH: BYTE Publications). pp. 90, 91.
- Warren, Jim C. (July 1976). «Correspondence». SIGPLAN Notices (ACM) 11 (7): 1. Jim Warren, the editor of Dr. Dobbs Journal, describes how the Tiny BASIC project is an alternative to hobbyist «ripping off» software.
- Moores, Calvin (September 1976). «Are you an author?». BYTE. Vol. 1 no. 13 (Peterborough, NH: BYTE Publications). pp. 18-22. An article on software copyright law that discusses the «Open Letter to Hobbyists».